# Discografia de Monica (cantora)
A discografia de Monica, uma cantora e compositora norte-americana, consiste em oito álbuns de estúdio, um extended play e trinta e cinco singles (incluindo seis como artista convidada). Desde o início de sua carreira, em 1995, ela já vendeu 5,3 milhões de álbuns nos Estados Unidos, e mais de 30 milhões de discos em todo o mundo.

## Álbuns

### Álbuns de estúdio
| Título            | Detalhes                                                                                     | Vendas        | Certificações                 |
| ----------------- | -------------------------------------------------------------------------------------------- | ------------- | ----------------------------- |
| Miss Thang        | - Lançado: 18 de junho de 1995 - Gravadora:Rowdy - Formatos: CD, cassette                    | - : 1,500,000 | - : 3× Platina - : Ouro       |
| The Boy Is Mine   | - Lançado: 12 de Maio de 1998 - Gravadora: Atlantic, Arista - Formatos: CD, cassette         | - : 2,016,000 | - : 3× Platina - : 3× Platina |
| All Eyez on Me    | - Lançado: 21 de outubro de 2002 - Gravadora: J - Formatos: CD                               | - : 1,023,000 |                               |
| After the Storm   | - Lançado: 17 julho de 2003 - Gravadora:J - Formatos: CD,digital download                    | - : 1,023,000 | - : Ouro                      |
| The Makings of Me | - Lançado: 3 de outubro de 2006 - Gravadora: J - Formatos: CD, LP, cassette,digital download | - : 328,000   |                               |
| Still Standing    | - Lançado: 23 de março de 2010 - Gravadora: J - Formato: CD,digital download                 | - : 474,000   | - : Ouro                      |
| New Life          | - Lançado: 6 de abril de 2012 - Gravadora: RCA - Formato: CD,digital download                | - : 196,000   |                               |
| Code Red          | - Lançado: 18 de dezembro de 2015 - Gravadora: RCA - Formato: CD,digital downloadad          |               |                               |

### EPs
- 2004: Dance Vault Remixes: Get It Off/Knock Knock

### DVDs
- 2000: Love Song

### Mixtape
- 2007: Monica: Made

## Singles
| Ano  | Single                                               | Posição nos gráficos | Posição nos gráficos | Posição nos gráficos | Posição nos gráficos | Posição nos gráficos | Posição nos gráficos | Posição nos gráficos | Posição nos gráficos | Álbum                        |
| Ano  | Single                                               | EUA                  | EUA R&B              | RU                   | AUS                  | NZ                   | ALE                  | HOL                  | CAN                  | Álbum                        |
| ---- | ---------------------------------------------------- | -------------------- | -------------------- | -------------------- | -------------------- | -------------------- | -------------------- | -------------------- | -------------------- | ---------------------------- |
| 1995 | "Don't Take It Personal (Just One of Dem Days)"      | 2                    | 1                    | —                    | 7                    | 5                    | —                    | —                    | —                    | Miss Thang                   |
| 1995 | "Before You Walk out of My Life"                     | 7                    | 1                    | 22                   | —                    | 8                    | —                    | —                    | —                    | Miss Thang                   |
| 1995 | "Like This and Like That"                            | 7                    | 1                    | 33                   | —                    | 18                   | —                    | —                    | —                    | Miss Thang                   |
| 1996 | "Why I Love You So Much" / "Ain't Nobody"            | 9                    | 3                    | —                    | —                    | 22                   | —                    | —                    | —                    | Miss Thang                   |
| 1997 | "For You I Will"                                     | 4                    | 2                    | 27                   | 45                   | 2                    | 80                   | 51                   | —                    | Space Jam Soundtrack         |
| 1998 | "The Boy Is Mine" (com Brandy)                       | 1                    | 1                    | 2                    | 3                    | 1                    | 5                    | 1                    | 1                    | The Boy Is Mine              |
| 1998 | "The First Night"                                    | 1                    | 1                    | 6                    | 30                   | 15                   | 63                   | 22                   | 6                    | The Boy Is Mine              |
| 1999 | "Angel of Mine"                                      | 1                    | 2                    | 55                   | 12                   | 36                   | 22                   | —                    | 10                   | The Boy Is Mine              |
| 1999 | "Street Symphony"                                    | 120                  | 50                   | —                    | —                    | —                    | —                    | —                    | —                    | The Boy Is Mine              |
| 1999 | "Inside"                                             | —                    | —                    | —                    | —                    | —                    | —                    | —                    | —                    | The Boy Is Mine              |
| 1999 | "Right Here Waiting" (feat. 112)                     | —                    | 101                  | —                    | —                    | —                    | —                    | —                    | —                    | The Boy Is Mine              |
| 2000 | "I've Got to Have It" (com Jermaine Dupri & Nas)     | —                    | 67                   | —                    | —                    | —                    | 76                   | —                    | —                    | Big Momma's House soundtrack |
| 2001 | "Just Another Girl"                                  | 64                   | 34                   | —                    | —                    | —                    | —                    | —                    | —                    | Down to Earth soundtrack     |
| 2002 | "All Eyez on Me"                                     | 69                   | 32                   | —                    | 39                   | 29                   | 81                   | —                    | —                    | All Eyez on Me               |
| 2002 | "Too Hood" (feat. Jermaine Dupri)                    | —                    | 111                  | —                    | —                    | —                    | —                    | —                    | —                    | All Eyez on Me               |
| 2003 | "So Gone"                                            | 10                   | 1                    | 77                   | —                    | —                    | —                    | —                    | 17                   | After the Storm              |
| 2003 | "Knock Knock"/"Get It Off"                           | 75                   | 24                   | —                    | —                    | —                    | —                    | —                    | —                    | After the Storm              |
| 2004 | "U Should've Known Better"                           | 19                   | 6                    | —                    | —                    | —                    | —                    | —                    | —                    | After the Storm              |
| 2006 | "Everytime tha Beat Drop" (feat. Dem Franchize Boyz) | 48                   | 11                   | —                    | —                    | —                    | —                    | —                    | —                    | The Makings of Me            |
| 2006 | "A Dozen Roses (You Remind Me)"                      | —                    | 48                   | —                    | —                    | —                    | —                    | —                    | —                    | The Makings of Me            |
| 2007 | "Sideline Ho"                                        | —                    | 45                   | —                    | —                    | —                    | —                    | —                    | —                    | The Makings of Me            |
| 2007 | "Hell No (Leave Home)" (feat. Twista)                | —                    | 114                  | —                    | —                    | —                    | —                    | —                    | —                    | The Makings of Me            |
| 2010 | "Everything to Me"                                   | 64                   | 34                   | —                    | —                    | —                    | —                    | —                    | —                    | Still Standing               |

## Trilhas Sonoras
- 1995: "Let's Straighten It out" (feat. Usher) (filme Panther)
- 1995: "Freedom" (com Vários artistas) (filme Panther)
- 1996: "Missing You" (filme Fled)
- 1996: "Ain't Nobody" (feat. Treach) (filme The Nutty Professor)
- 1997: "Somebody Bigger than You and I" (com Whitney Houston, Faith Evans & Outros) (filme The Preacher's Wife)
- 2000: "Angel" (filme Love Song)
- 2000: "This Boy Here" (feat. Akon) (filme Love Song)
- 2000: "What My Heart Says" (filme Love Song)
- 2000: "Angel of Mine" (filme Wings of the Crow)
- 2000: "I've Got to Have It" (com Jermaine Dupri & Nas) (filme Big Momma's House)
- 2001: "Just Another Girl" (filme Down to Earth)
- 2002: "Uh Oh" (filme Drumline)
- 2004: "Can I Walk By" (Jazze Pha feat. Monica) (filme Dirty Dancing: Havana Nights)
- 2005: "Sick & Tired" (filme Diary of a Mad Black Woman)
- 2013: "Have Yourself a Merry Little Christmas" (filme The Best Man Holiday)